# 崩し
崩しは、柔道において相手を投げる前に、相手を投げやすい状態にする技術である。
講道館の嘉納治五郎師範が概念化したもの。

「相手を作る作り」は、この「崩し」を含む。

## 基本
ひとつは、重心（重心落下点）を（両方または片方の）足で形成される「基底面」（「最大安定保持範囲」）の辺縁ギリギリに移すこと。
重心を基底面の外に出すと、そのまま姿勢が変化しなければ自然と倒れる。

この時に崩す方向を「八方の崩し」という（「六方の崩し」という概念もあり、八方から左右横を除いたものである。）。
もうひとつは、相手を一個の剛体のような状態にすること。
剛体のような状態にすることとは、相手を硬直したかのようにさせて一本の棒のような状態にし、姿勢の変化をさせないようにすることである。

嘉納治五郎師範は著書の中で崩しについて、「倒れようにも倒れられず、起きようにも起きられない」一瞬の状態、と述べている。
例：背中を後ろにのけぞらせて腹部を前へ突き出し、ギリギリでバランスを保って力んで立っている状態にする（後崩し）（大外車、柔の形　第一教　突き出し、等）。

## 崩しの方法
押す（突く）、引く、釣手で釣り上げる、すかす、足技を利用する（足に体重と負荷をかけて居着かせて刈る、支えて回転軸を作って回す、体重の乗っていない足を払う）、バランスを取りなおそうとする為の随意もしくは不随意の動きを誘う、フェイントをかける、等々。
相手を不安定な姿勢にすること。
→技がかけやすくなる。
例：三船久蔵十段によれば、球車の崩しは足元に障害物が突然出現したときの飛び越える動作を利用した、とのこと。